# Edvin Ryding
Lars Edvin Folke Ryding (sinh ngày 4 tháng 2 năm 2003) là một nam diễn viên người Thụy Điển. Năm 2009, anh bắt đầu sự nghiệp của mình bằng vai diễn trong phim truyền hình Mannen under trappan. Ryding cũng tham gia diễn xuất trong một số tác phẩm truyền hình khác như Fröken Frimans krig (2013) và Gåsmamman (2015), hai phim điện ảnh Kronjuvelerna, The Stig-Helmer Story và một số bộ phim về nữ nhà báo giả tưởng Annika Bengtzon trong năm 2011. Anh là diễn viên lồng tiếng chính trong phim hoạt hình dành cho trẻ em của Đan Mạch Resan till Fjäderkungens rike. Năm 2021, anh được biết đến nhiều hơn qua vai chính Hoàng tử Wilhelm của Thuỵ Điển trong loạt phim truyền hình thể loại teen drama của Netflix có tên Lựa chọn của thái tử.

## Tiểu sử
Lars Edvin Folke Ryding sinh ngày 4 tháng 2 năm 2003 tại Giáo xứ Hedvig Eleonora thuộc thị trấn Östermalm ở Stockholm, Thuỵ Điển. Anh lớn lên ở Saltsjö-Boo và có ba anh chị em. Anh là cháu trai của nhà báo Lars Ryding.

## Sự nghiệp
Ryding ra mắt với tư cách là một diễn viên nhí vào năm 2009 khi anh mới 5 tuổi trong phim truyền hình Mannen under trappan. Năm 2011, anh xuất hiện trong các tác phẩm như Fröken Frimans krig, Kronjuvelerna, The Stig-Helmer Story, Nobels testamente và một số bộ phim về nữ nhà báo giả tưởng người Thụy Điển Annika Bengtzon. Ryding đã tham gia lồng tiếng cho vai chính trong phim hoạt hình Thụy Điển–Đan Mạch Resan till Fjäderkungens rike cũng như trong chương trình phát thanh Giáng sinh của Đài phát thanh Thụy Điển Alla barnen firar jul. Từ năm 2015 đến năm 2019, anh vào vai người con trai út Linus Ek trong bộ phim truyền hình Gåsmamman. Năm 2018, anh hoá thân thành nhân vật Sylvester Silfverhielm trong loạt phim đặc biệt dịp Giáng sinh nhận được nhiều sự khen ngợi Storm on Lugna gatan của đài SVT.

## Các tác phẩm đã tham gia

### Truyền hình
| Năm       | Tựa đề                | Vai diễn         | Ghi chú            |
| --------- | --------------------- | ---------------- | ------------------ |
| 2009      | Mannen under trappan  |                  |                    |
| 2013      | Biciklo - Supercykeln |                  |                    |
| 2013–2016 | Fröken Frimans krig   |                  |                    |
| 2015–2019 | Gåsmamman             |                  |                    |
| 2018      | Storm på Lugna gatan  |                  | Theo Lịch mùa Vọng |
| 2019      | Älska mig             |                  |                    |
| 2020      | Älska mig 2           |                  |                    |
| 2021      | Lựa chọn của thái tử  | Hoàng tử Wilhelm | Vai chính          |

### Điện ảnh
| Năm  | Tựa đề                                         | Vai diễn | Ghi chú                               |
| ---- | ---------------------------------------------- | -------- | ------------------------------------- |
| 2011 | The Stig-Helmer Story                          |          |                                       |
| 2011 | Kronjuvelerna                                  |          |                                       |
| 2012 | Nobels testamente                              |          |                                       |
| 2012 | Prime Time                                     |          |                                       |
| 2012 | Studio Sex                                     |          |                                       |
| 2012 | Den röda vargen                                |          |                                       |
| 2012 | Livstid                                        |          |                                       |
| 2012 | En plats i solen                               |          |                                       |
| 2013 | Resan till Fjäderkungens rike                  |          | Lồng tiếng                            |
| 2013 | IRL                                            |          |                                       |
| 2014 | Resan till Fjäderkungens rike                  |          |                                       |
| 2014 | Herr Peabody & Sherman                         |          | Lồng tiếng; phiên bản tiếng Thuỵ Điển |
| 2014 | Paddington                                     |          | Lồng tiếng; phiên bản tiếng Thuỵ Điển |
| 2015 | Jönssonligan – Den perfekta stöten             |          |                                       |
| 2015 | Om allt vore på riktigt                        |          |                                       |
| 2016 | Kubo och de två strängarna                     |          | Lồng tiếng; phiên bản tiếng Thuỵ Điển |
| 2017 | Paddington 2                                   |          | Lồng tiếng; phiên bản tiếng Thuỵ Điển |
| 2020 | Truy tìm phép thuật                            |          | Lồng tiếng; phiên bản tiếng Thuỵ Điển |
| 2020 | High School Musical - the Musical - the Series |          |                                       |
| 2020 | Bác sĩ Dolittle: Chuyến phiêu lưu thần thoại   |          | Lồng tiếng; phiên bản tiếng Thuỵ Điển |